# Wasyl Iwachiw
Wasyl Iwachiw pseud. Czetar Ros, Sonar (ur. 1908 w Podusilinie koło Przemyślan, zg. 13 maja 1943 w Kołkach) – ukraiński oficer (porucznik), jeden z twórców i głównych dowódców UPA.

## Życiorys
W 1940 roku ukończył szkołę oficerską im. płk. Konowalca.
Członek Zarządu Okręgowego OUN w rejonie Tarnopola, wojskowy referent Zarządu Głównego OUN. Był dowódcą podoficerskiej szkoły w Pomorianach.
W 1942 roku na Wołyniu utworzył pierwszy zahon (pułk) UPA. Był pierwszym szefem Sztabu Głównego UPA. Zginął w walce z Niemcami, wraz z nim zginęło 8 żołnierzy UPA i 2 członków sztabu (Julijan Kowalski i Semen Śnietecki).